# Münchweiler an der Rodalb
Pour les articles homonymes, voir Münchweiler.
Münchweiler an der Rodalb est une municipalité de la Verbandsgemeinde Rodalben, dans l'arrondissement du Palatinat-Sud-Ouest, en Rhénanie-Palatinat, dans l'ouest de l'Allemagne.